# Wanna One
Wanna One (кор. 워너원; стилизуется как WANNA·ONE) — южнокорейский бойбенд, сформированный в 2017 году компанией CJ E&M через второй сезон реалити-шоу на выживание Produce 101 на телеканале Mnet. Группа состояла из 11 участников, набранных с разных агентств: Юн Джисона, Ха Сонуна, Хван Минхёна, Он Сону, Ким Джэхвана, Кан Даниэля, Пак Чихуна, Пак Уджина, Пэ Джинёна, Ли Дэхви и Лай Гуаньлиня. Официальный дебют состоялся 7 августа 2017 года, коллектив продвигался вплоть до 31 декабря 2018 года под руководством YMC Entertainment (c 1 июня 2018 группа перешла под управление агентства Swing Entertainment).

## Карьера

### 2017:Produce 101и1X1=1 (To Be One)

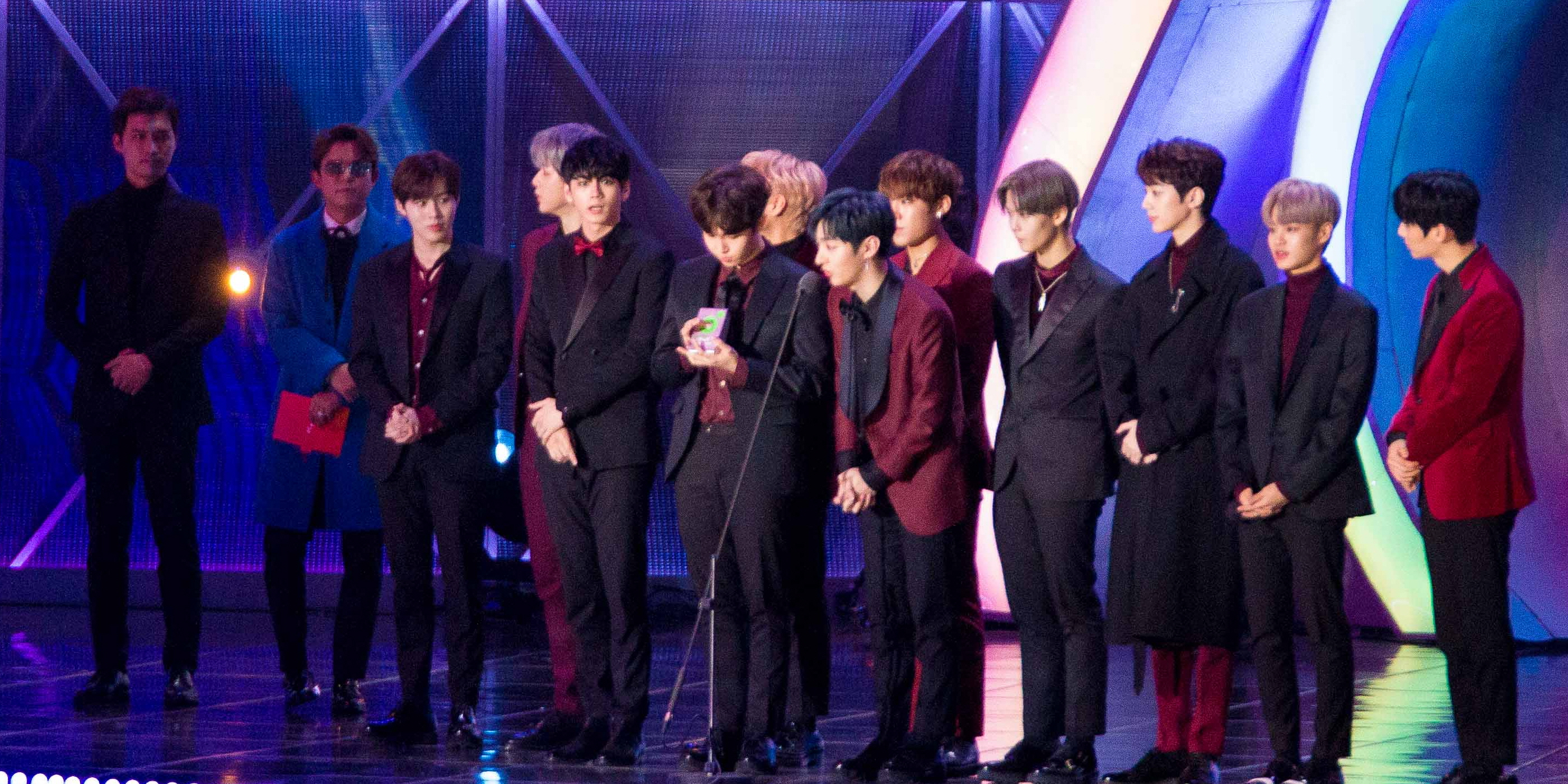
Wanna One на Melon Music Awards, декабрь 2017 года

Wanna One были сформированы в ходе второго сезона популярного реалити-шоу на выживание Produce 101 (в первом сезоне была сформирована женская группа I.O.I), где из 101 участника был отобран топ-11 в результате зрительского голосования в последнем эпизоде. Трансляция шоу велась с 7 апреля по 16 июня 2017 года. Деятельностью Wanna One руководило YMC Entertainment, как и продвижением группы I.O.I. Однако, в отличие от I.O.I, участникам не разрешено было принимать участие в деятельности своих агентств.
19 июня YMC Entertainment объявили, что участники начали жить в одном общежитии. 27 июня были представлены официальные профайлы. 1 и 2 июля топ-35 участников шоу дали финальные концерты в концертном холле Олимпийского парка Сеула, ознаменовав тем самым окончание второго сезона Produce 101. 7 июля было дано официальное название фандома — Wannable. 3 августа состоялась премьера реалити-шоу «Вперёд, Wanna One!» (англ. Wanna One Go!). 7 августа состоялся дебютный шоукон группы, а также был выпущен дебютный видеоклип "Energetic". С 18 по 20 августа в Лос-Анджелесе состоялся фестиваль KCON, в котором Wanna One также приняли участие.
13 ноября было выпущено переиздание 1-1=0 (Nothing Without You) с главным синглом «Beautiful». Общие продажи 1X1=1 (To Be One) и переиздания составили более миллиона копий, что сделало Wanna One первой корейской группой, достигшей подобного результата с дебютным альбомом.

### 2018:Golden Age Beginsи мировой тур
В феврале 2018 года появилась серия постеров 2018 Golden Age Begins с участниками группы. 5 марта был выпущен специальный сингл «I Promise You (I.P.U.)». Также было объявлено, что предзаказы мини-альбома 0+1=1 (I Promise You) достигли 700 тысяч копий. Сам альбом был выпущен 19 марта с заглавным треком «Boomerang».
В начале апреля было анонсировано, что Wanna One разделятся на несколько подгрупп-юнитов и будут сотрудничать с такими артистами, как Dynamic Duo, Зико, группой Nell и Хейз для предстоящего альбома. Позже выяснилось, что следующий альбом будет назван 1÷x=1 (Undivided), он был выпущен 4 июня вместе с заглавным треком «Light». Также был анонсирован первый мировой тур Wanna One World Tour — One: The World, который стартовал 1 июня.
31 мая истек срок контракта с YMC Entertainment. С 1 июня Wanna One перешли под управлением Swing Entertainment, нового агентства, созданного исключительно для группы. Тем не менее, новое соглашение будет по-прежнему поддерживать партнерство с YMC.
30 октября Wanna One выпустили тизер видео, а также раскрыли название своего 1-го студийного альбома, 1¹¹=1 (Power of Destiny), который был выпущен 19 ноября.

### 2019: Финальные концерты и расформирование
18 декабря 2018 года Swing Entertainment выпустили официальное заявление о том, что контракт группы закончится в первоначально запланированную дату, 31 декабря 2018 года. Агентство также заявило, что все агентства участников пришли к соглашению, которое позволит участникам принять участие в запланированных на конец года шоу и церемониях награждения в течение января 2019 года. Группа завершила свою деятельность заключительным концертом под названием Therefore, который проходил в течение четырех дней и завершился 27 января 2019 года. Концерт состоялся в Gocheok Sky Dome в Сеуле.

### 2021–2022: Воссоединение
15 ноября 2021 года было подтверждено, что группа, за исключением Лай Гуаньлинь, выступят в 2021 году на Mnet Asian Music Awards 11 декабря 2021 года. Также сообщалось, что CJ E&M вместе с нынешними агентствами участников ведут переговоры о том, чтобы группа в будущем выпустила концерт и альбом. Однако Pledis Entertainment объявили, что Хван Минхен выступит с группой только на Mnet Asian Music Award 2021, а затем вернется к NU'EST и своим сольным проектам. Он Сону также выступит только на премии и не присоединится к последующим мероприятиям, сославшись на то, что параллельно снимается в сериале и двух фильмах, в которых он, как подтверждено, сыграет главную роль. Группа исполнила «Energetic», «Burn It Up» и новую песню «Beautiful (Part 3)», релиз которой запланирован на 27 января 2022 года. Swing Entertainment также запустили YouTube-канал группы для архивных целей.

## Участники
| Настоящее имя | Настоящее имя     | Дата рождения | Позиция в группе                                                | Агентство                                                             | Нынешняя деятельность                   |
| Русский       | Хангыль/корейский | Дата рождения | Позиция в группе                                                | Агентство                                                             | Нынешняя деятельность                   |
| ------------- | ----------------- | ------------- | --------------------------------------------------------------- | --------------------------------------------------------------------- | --------------------------------------- |
| Юн Джисон     | 윤지성            | 08.03.1991    | Лидер, саб-вокалист                                             | MMO Entertainment (2015-2019), BILLIONS                               | Сольный певец                           |
| Ха Сонун      | 하성운            | 22.03.1994    | Главный вокалист                                                | Star Crew Entertainment (2014–2021), BPM Entertainment                | Hotshot (2014 – 2021), Сольный певец    |
| Хван Минхён   | 황민현            | 09.08.1995    | Ведущий вокалист                                                | Pledis Entertainment                                                  | NU'EST                                  |
| Он Сону       | 옹성우            | 25.08.1995    | Ведущий вокалист, главный танцор                                | Fantagio                                                              | Актёр, Сольный певец                    |
| Ким Джэхван   | 김재환            | 27.05.1996    | Главный вокалист                                                | CJ E&M Entertainment                                                  | Сольный певец                           |
| Кан Даниэль   | 강다니엘          | 10.12.1996    | Центр, главный танцор, ведущий рэпер, саб-вокалист, лицо группы | MMO Entertainment (2015-2019), KONNECT Entertainment (2019-2024), ARA | Сольный певец                           |
| Пак Чихун     | 박지훈            | 29.05.1999    | Ведущий рэпер, ведущий вокалист, главный танцор, вижуал         | Maroo Entertainment (2017-2024), YY Entertainment                     | Актёр, Сольный певец                    |
| Пак Уджин     | 박우진            | 02.11.1999    | Главный рэпер, главный танцор                                   | Brand New Music                                                       | AB6IX                                   |
| Пэ Джинён     | 배진영            | 10.05.2000    | Ведущий вокалист, рэпер, вижуал, танцор                         | C9 Entertainment (2017-2024), AURA Entertainment                      | CIX (2019-2021), Сольный певец          |
| Ли Дэхви      | 이대휘            | 29.01.2001    | Ведущий вокалист, главный танцор, ведущий рэпер                 | Brand New Music Entertainment                                         | AB6IX                                   |
| Лай Гуаньлинь | 라이관린 (賴冠霖) | 23.09.2001    | Саб-рэпер, маннэ                                                | Cube Entertainment (2017-2021), Ho Heo Young Entertainment            | Режиссер, Wooseok X Kuanlin (2019-2021) |

## Дискография

### Студийный альбом
- 1¹¹=1 (Power of Destiny) (2018)

### Мини-альбомы
- 1X1=1 (To Be One) (2017)
- 0+1=1 (I Promise You) (2018)
- 1÷x=1 (Undivided) (2018)

## Фильмография
- Produce 101 (Mnet, 2017)
- Wanna One Go (Mnet, 2017)[29][30]
- Wanna City (SBS Mobidic, 2017)[31][32]
- Wanna One Go Season 2: Zero Base (Mnet, 2017)[33][34]
- Wanna One Go in Jeju
- Wanna One Go Season 3: X-CON (Mnet, 2018)[35]
- Wanna Travel (Olleh TV, 2018)
- Wanna Travel Season 2 (Olleh TV, 2018)

## Концертные туры
- Wanna One World Tour — One: The World (2018)
- Wanna One Final Concert — «Therefore» (2019)

## Официальные видеоклипы
| Название                       | Год  | Продолжительность |
| ------------------------------ | ---- | ----------------- |
| «Energetic» (에너제틱)         | 2017 | 3:48              |
| «Burn it Up» (활활)            | 2017 | 5:26              |
| «Beautiful» (Movie ver.)       | 2017 | 8:09              |
| «Beautiful» (Performance ver.) | 2017 | 3:57              |
| «I.P.U» (Special Theme Track)  | 2018 | 3:55              |
| «BOOMERANG» (부메랑)           | 2018 | 3:59              |
| «Light» (켜줘)                 | 2018 | 3:51              |
| «Spring Breeze» (봄바람)       | 2018 | 4:16              |
| «Beautiful,Pt.3» (워너원)      | 2022 | 4:19              |